# 杨木林子乡
杨木林子乡是中国辽宁省铁岭市清河区下辖的一个乡。

## 行政区划
杨木林子乡下辖前杨木林子村、后杨木林子村、郎家屯村、新兴村、八社村、九社村、杨家甸村、泉眼沟村、富饶村、肖台子村、养马大屯村、打车沟村、佟家屯村、关家屯村、北大沟村、清河区工业园区社区。